# Antonio Ciraolo
Antonio Ciraolo fue un futbolista argentino nacido el 7 de enero de 1918. Se inició como jugador en Rosario Central. Tras una temporada a préstamo en Quilmes, debutó por su club formador el 12 de junio de 1938, en el triunfo por 2:1 frente a Newell's Old Boys.
En Chile jugó como delantero en el Club Deportivo Universidad Católica. El 12 de octubre de 1945, Ciraolo convirtió el primer gol no oficial para la franja en el Estadio Independencia en un partido amistoso. Con los cruzados se consagró campeón del Torneo oficial 1949 y Torneo de consuelo del Apertura en esa misma temporada.
En la década del 50', también fue jugador y entrenador de Palestino, roles que llegó a desempeñar en forma simultánea.

## Clubes

### Como futbolista
| Club                 | País      | Año       |
| -------------------- | --------- | --------- |
| Quilmes              | Argentina | 1937      |
| Rosario Central      | Argentina | 1938      |
| Rampla Juniors       | Uruguay   | 1939      |
| Independiente        | Argentina | 1940      |
| Atlanta              | Argentina | 1941      |
| Quilmes              | Argentina | 1942      |
| Universidad Católica | Chile     | 1943-1949 |
| Palestino            | Chile     | 1950-1953 |

## Palmarés

### Torneos nacionales
| Título                          | Equipo               | País  | Año  |
| ------------------------------- | -------------------- | ----- | ---- |
| Torneo de Consuelo del Apertura | Universidad Católica | Chile | 1949 |
| Primera División                | Universidad Católica | Chile | 1949 |
| Segunda División                | Palestino            | Chile | 1952 |